# Traveler – Az utolsó vakáció
A Traveler - Az utolsó vakáció (Traveler) egy rövid életű amerikai televíziós sorozat volt, amelyet eredetileg 2007. május 10. és 2007. július 18. között sugároztak. Magyarországon először 2008. június 17-én az RTL Klub tűzte műsorára.
A sorozatot eredetileg 13 részre tervezték, de az ABC 2007-es új dráma sorozatainak rossz szereplése (és később bukása) miatt 8 epizódra vonták vissza a megrendelést. A sorozat utolsó részeit újra kellett forgatni. Az újraforgatás és az is közrejátszhatott a sorozat rossz szereplésében, hogy az ABC a sorozatot eredetileg a Lost több hónapos szünetében akarta leadni, de végül is a Traveler helyére a Day Break-et helyezte. Az újraforgatás után, több huzavonát követően kitűzték a premier dátumát, majd úgynevezett "nyári kiegetéssel" leadták a sorozatot.
Az ABC nem rendelte be a második évadot.

## Történet
Jay, Tyler és Will iskolai jóbarátok. Egy poén, egy csibészség – és egy robbanás egy múzeumban. Kettejükből gyanúsított lesz terroristacselekmény vádjával – a harmadikuknak kellene tisztáznia a srácokat. Csak éppen éppen titokzatos módon nyoma vész, még csak a létezését sem tudják bizonyítani a rendőrségnek, pedig két éve ismerik már egymást. Összeesküvés? A szökés után a két barát megpróbál utána járni az eseményeknek. A fiúk barátságának kialakulását visszatekintéseken -flashbackeken- keresztül ismerjük meg.

## Szereplők
| Színész              | Karakter                              |
| -------------------- | ------------------------------------- |
| Matthew Bomer        | Jay Burchell                          |
| Logan Marshall-Green | Tyler Fog                             |
| Aaron Stanford       | Will Traveler/Daniel Taft             |
| Viola Davis          | Special Agent Jan Marlow              |
| Steven Culp          | Special Agent in Charge Fred Chambers |
| Anthony Ruivivar     | Special Agent Guillermo Borjes        |
| Pascale Hutton       | Kim Doherty                           |
| William Sadler       | Carlton Fog                           |
| Billy Mayo           | The Porter                            |
| Neal McDonough       | Jack Freed                            |

## Epizódok
| Rész # | Magyar cím           | Eredeti cím    | Vetítési idő       |
| ------ | -------------------- | -------------- | ------------------ |
| 1      | A robbanás           | "Pilot"        | 2008. június 17.   |
| 2      | A menekülés          | "The Retreat"  | 2008. június 24.   |
| 3      | Will nyomában        | "New Haven"    | 2008. július 1.    |
| 4      | Rejtélyes nyom       | "The Out"      | 2008. július 8.    |
| 5      | Hazugságok           | "The Tells"    | 2008. július 15.   |
| 6      | Piszkos üzletek      | "The Trader"   | 2008. július 22.   |
| 7      | Felkavaró találkozás | "The Reunion"  | 2008. július 29.   |
| 8      | A szembesítés        | "The Exchange" | 2008. augusztus 5. |

## Érdekességek
Az ABC a sorozatot eredetileg 13 rész rendelt be, de 2006. október 28-án a berendelést 8 epizódra vonta vissza. Az első rész május 10-én este 10 órakor került adásba, míg az ismétlése május 30-án, amelyet a második rész követett. Innentől kezdve a további 6 rész hetente került adásba – kivéve az amerikai állami ünnep alkalmával, július 4-én.

## A befejezés
Mivel a sorozatot nem rendelték be a második évadra, ezért megfilmesített lezárást nem kaphattunk. Viszont a készítő a hivatalos Traveler blogján leírta hogyan képzelték el az írókkal a következő évadokat, és lezárást ad a történetre. A cikk magyarul is elérhető.